# ヘクター・ロドリゲス
ヘクター・ロドリゲス（Héctor Rodríguez Torres, 1951年8月12日 - ）はキューバの柔道家。身長167cm。

## 経歴
1972年ミュンヘンオリンピックでは5位タイ、翌1973年の世界選手権63kg級では銅メダルを獲得した。
2度目のオリンピックとなったモントリオールオリンピック63kg級で金メダルを獲得。1980年のモスクワオリンピック65kg級では9位タイに終わった。

## 主な戦績
- 1972年 - ポーランド国際　3位
- 1972年 - ミュンヘンオリンピック　5位
- 1973年 - 世界選手権　3位
- 1975年 - プレオリンピック大会　2位
- 1975年 - パンアメリカン競技大会　2位
- 1976年 - モントリオールオリンピック　優勝
- 1979年 - パンアメリカン競技大会　3位
- 1979年 - 東ドイツ国際　3位